# Otto Gustav Adolf Kriens

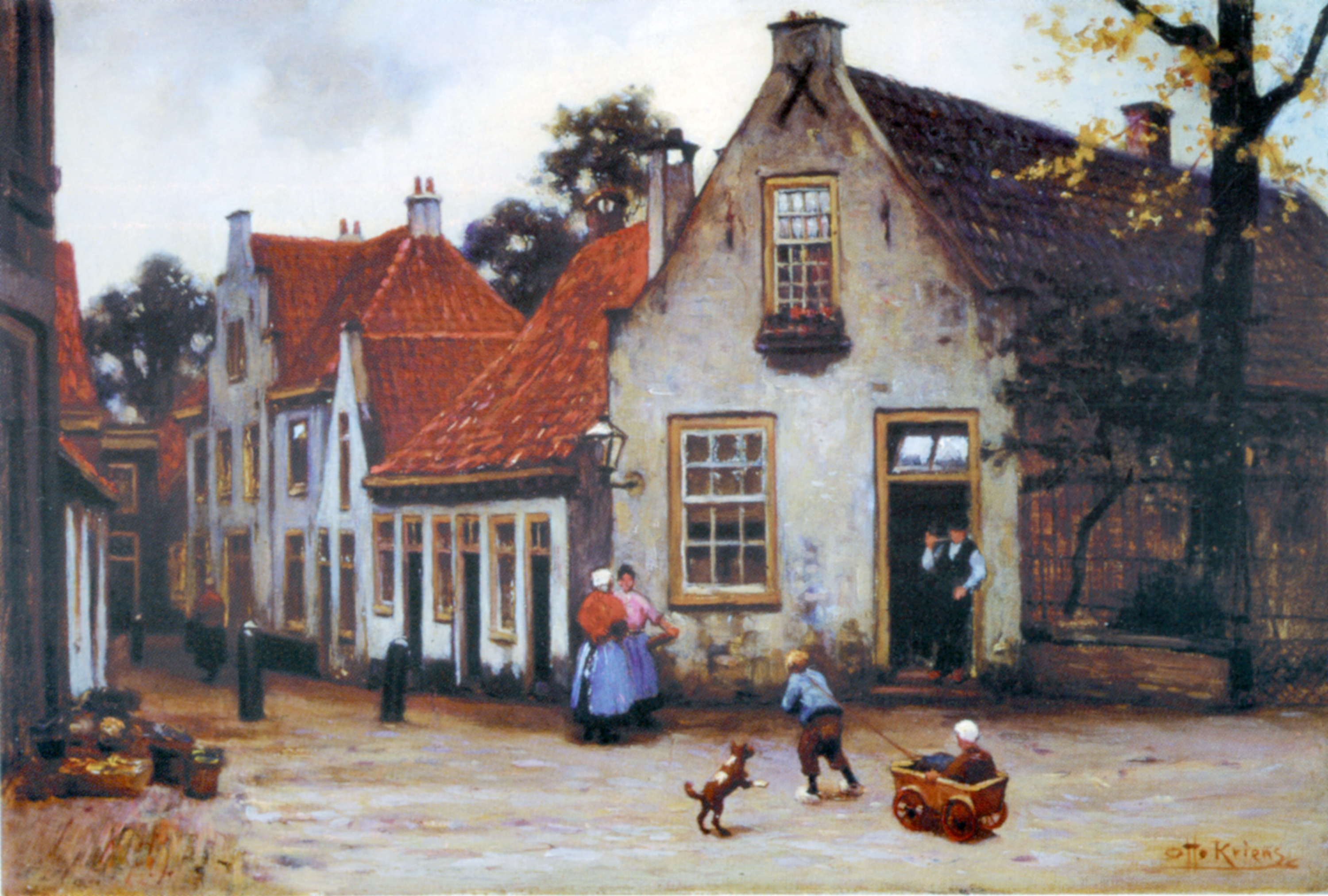
Kirchstraße in Rijswijk

Otto Gustav Adolf Kriens (* 20. November 1873 in Den Haag; † 29. Juni 1930 in Voorburg) war ein niederländischer Landschafts- und Genremaler sowie Zeichner und Radierer.

## Leben und Wirken
Kriens studierte an der Koninklijke Academie van Beeldende Kunsten in Den Haag bei Frits Jansen und Willem Eduard Frederik Kerling sen., setzte sein Studium an der Académie royale des Beaux-Arts de Bruxelles bei Joseph Stallaert fort.
Kriens lebte und arbeitete in Den Haag, Belgien (Brüssel, Flandern), Provinz Zeeland, Provinz Overijssel und ab 1905 in Rijswijk (Zuid-Holland).
Er malte, zeichnete und radierte Porträts, Genrebilder, Landschaften und Stillleben. Er beschäftigte sich auch mit Wandmalereien und war bei der Dekoration der Titanic tätig.
Er heiratete Jeanette Guldemond.
Kriens unterrichtete Adrianus Johannes Zwart und seinen Sohn Hugo Feodor Frits Kriens.